# Contemporanul
Contemporanul (pol. „współczesny”) – rumuńskie pismo naukowe i literackie, wydawane przez kółko socjalistów w Jassach od 1 lipca 1881 r. do kwietnia-maja 1891 r. Początkowo dwutygodnik, następnie miesięcznik. Nazwa czasopisma była wzorowana na puszkinowskim piśmie „Sowremiennik”.
Pismo propagowało światopogląd materialistyczny, a wraz z publikacją myśli Karola Marksa i Fryderyka Engelsa próbowało wyjaśniać problemy społeczne, kulturalne i polityczne Rumunii na bazie materializmu historycznego. Publicyści pisma „Contemporanul” zwracali uwagę na konieczność literatury zaangażowanej, polemizując z hasłem „sztuka dla sztuki” i odwoływali się do tradycji literatury ludowej.
Z pismem związani byli poeci: Constantin Mille (1861–1921), Nicolae Beldiceanu (1845–1896), Ion Păun-Pincio (1868–1895), Gheorghe din Moldova (właśc. Gheorghe Kernbach, 1859–1909), Theodor D. Speranția (1856–1929) oraz prozaicy: Anton Bacalbașa (1865–1899), Paul Bujor (1862–1952), Sofia Nădejde (1858–1946), Ștefan Băssărăbeanu (1849–1919).
W 1946 roku w Budapeszcie rozpoczęto wydawanie pisma o tej samej nazwie. Nowy „Contemporanul” był tygodnikiem polityczno-społeczno-kulturalnym, przez pewien czas organem Rady Kultury i Wychowania Socjalistycznego.